# Медебур
Медебур (Medebur) — океанийский язык, на котором говорит народ медебур, проживающий на побережье на севере Сикора в Медебуре в провинции Маданг в Папуа-Новой Гвинее.
О диалектах ничего неизвестно. Также связан с языками бием, вогео, манам и сепа.